# Sariac-Magnoac
Sariac-Magnoac (okzitanisch: Sariac) ist eine französische Gemeinde mit 159 Einwohnern (Stand: 1. Januar 2022) im Département Hautes-Pyrénées in der Region Okzitanien; sie gehört zum Arrondissement Tarbes. Die Einwohner werden Sariacais genannt.

## Geografie
Sariac-Magnoac liegt rund 30 Kilometer nordöstlich der Stadt Tarbes am Gers im Osten des Départements Hautes-Pyrénées. Umgeben wird Sariac-Magnoac von den Nachbargemeinden Chélan im Norden, Mont-d’Astarac im Norden und Nordosten, Casterets im Nordosten, Thermes-Magnoac im Osten, Betbèze im Südosten, Aries-Espénan im Süden sowie Castelnau-Magnoac im Westen und Südwesten.

## Bevölkerungsentwicklung
| Jahr                       | 1962 | 1968 | 1975 | 1982 | 1990 | 1999 | 2006 | 2018 |
| Einwohner                  | 211  | 198  | 187  | 172  | 150  | 138  | 152  | 153  |
| Quellen: Cassini und INSEE |      |      |      |      |      |      |      |      |

## Sehenswürdigkeiten

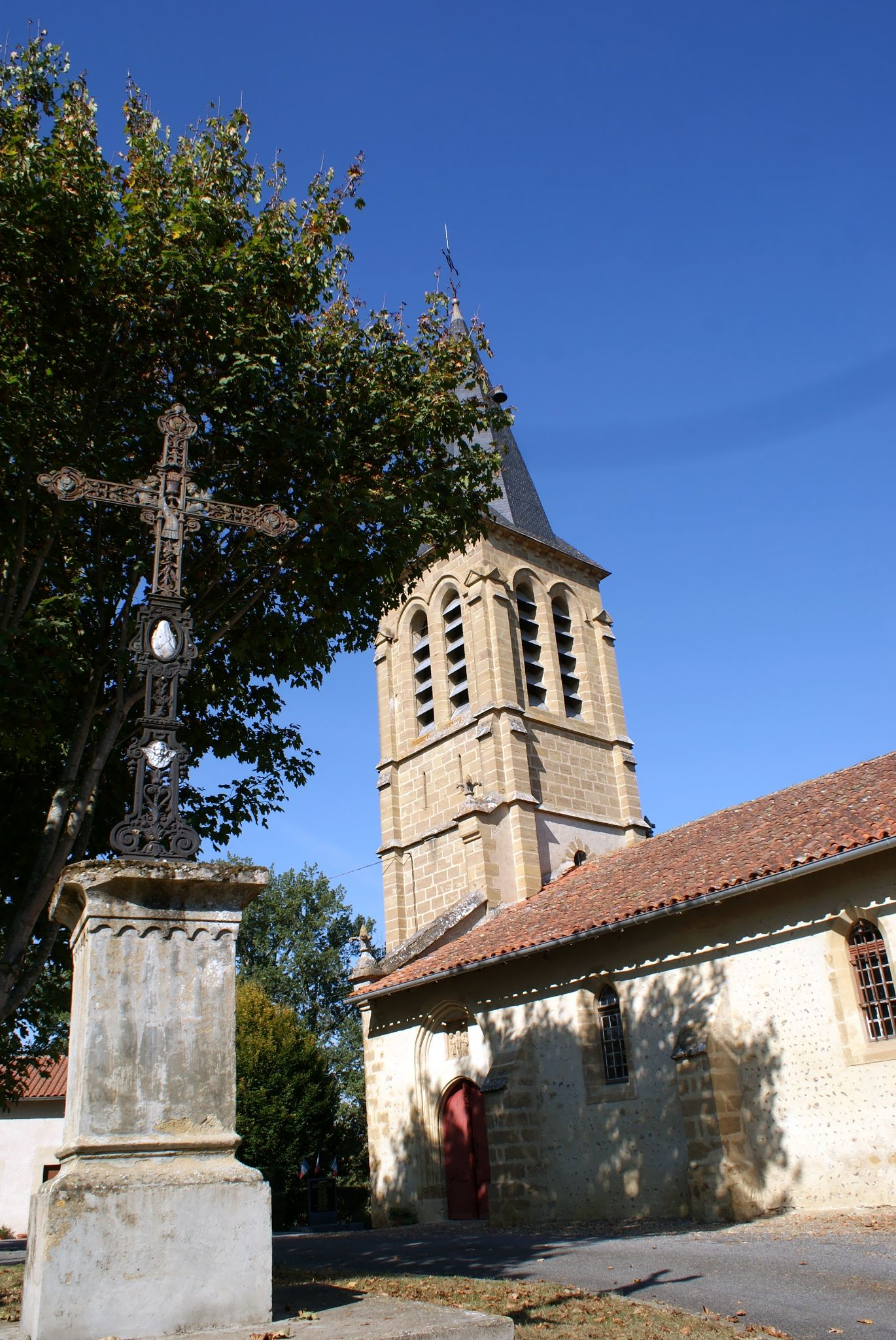
Kirche Saint-Martin

- Kirche Saint-Martin